# Gollumiella minuta
Gollumiella minuta is een vliesvleugelig insect uit de familie Eucharitidae. De wetenschappelijke naam is voor het eerst geldig gepubliceerd in 1988 door Boucek.